# Черномен
Черномен или Чирмен, или Чермен (на гръцки: Ορμένιο, Орменио, катаревуса: Ορμένιον, Орменион) е село в Западна Тракия, Гърция, дем Орестиада с 807 жители (2001).

## География
Селото е разположено на два километра южно от река Марица и от българо-гръцката граница. В Черномен има Граничен контролно-пропускателен пункт за България – Орменион-Капитан Петко войвода.

## История
На 13 май 1327 година българският цар Михаил III Шишман се среща в Черномен с византийския император Андроник III Палеолог и двамата подписват така наречения Черноменски договор за съюз.
Край селото на 17 септември 1371 година се разиграва Черноменската битка между войските на султан Мурад I и християнските сили под командването на крал Вълкашин Мърнявчевич и деспот Углеша, завършила с катастрофално поражение за християните.
В 19 – 20 век Черномен е чисто българско село. В 1878 г. според „Етнография на вилаетите Адрианопол, Монастир и Салоники“ в Чирмен живеят 870 българи и 120 мюсюлмани, общо 180 семейства. Според Любомир Милетич в 1912 в Чермен има 189 семейства или общо 900 българи екзархисти.
При избухването на Балканската война в 1912 година 1 човек от Черномен е доброволец в Македоно-одринското опълчение.
Селото е изгорено през Междусъюзническата война от турски войски. След Първата световна война попада в Гърция. През 20-те години на XX век е заселено с гърци бежанци от Турция (Източна Тракия) и България –  Ортакьойско /Ивайловградско/, и от хасковските села Козлуджа /Орешец/, Урумкьой /Ефрем/ и Ярджели /Малко Брягово/. През м. август 2025 г. се навършват 100 години от изселването в Гърция на 200 семейства етнически гърци от с.Ефрем и 40 семейства етнически гърци от с. Малко Брягово, а също и  около 90 семейства от с.Орешец.[източник? (Поискан днес)]

## Личности
Родени в Черномен
- Атанас Кънев (1882 – ?), македоно-одрински опълченец, 4-та рота на 8-а костурска дружина[4]
- Атанас Славов (1860 – 1924), български общественик, кмет на Бургас
- Никола Андонов, деец на ВМОРО, четник на Михаил Даев[5]

Починали в Черномен
- Вълкашин Мърнявчевич (1320 – 1371), владетел на Прилепско кралство
- Углеша Мърнявчевич (? – 1371), владетел на Сярско княжество